# 福島県道51号霊山松川線
福島県道51号霊山松川線（ふくしまけんどう51ごう りょうぜんまつかわせん）は、福島県伊達市から福島市に至る県道（主要地方道）である。

## 概要

### 路線データ
- 起点 : 伊達市霊山町下小国字高屋敷
- 終点 : 福島市松川町沼袋
- 総延長 : 20.432 km[1]
  - 実延長：20.398km

もともとは、奥州街道八丁目宿から分岐し相馬に至る相馬街道が阿武隈川を渡る鮎滝渡船場の代替として上流に新たに架けられた逢隈橋へ付け替えられた道路を前進としており、当時は新橋街道と呼ばれていた。2015年、飯野地区市街地の狭隘区間の改良が行われた他、市町村合併支援工事として平成の大合併によって同じ福島市内となった松川地区と飯野地区の道路交通の利便性を高めるため、老朽化が進んでおり狭隘区間となっていてボトルネックであった逢隈橋の架け替えと周辺の区間の道路改良が行われ2017年に完成した。

## 歴史
- 1982年4月1日 - 建設省告示第935号が公布され、県道渋川霊山線の一部、松川飯野線の一部が主要地方道霊山松川線として指定される。
- 1983年（昭和58年）1月11日 - 福島県によって県道路線に認定される[3]。
- 1993年（平成5年）5月11日 - 建設省から、県道霊山松川線が霊山松川線として主要地方道に指定される[4]。

## 路線状況

### 重用路線
- 福島県道306号大沢広表線（福島市飯野町青木字広面 - 同市立子山字小袋内）
- 福島県道307号福島飯野線（福島市飯野町明治大黒田 - 福島市松川町沼袋北）

### 橋梁
内ヶ作橋
- 全長：5.8m
- 幅員：10.8m
- 竣工：1968年

福島市飯野町青木字百目木・字東栄寺の境に位置し、一級水系阿武隈川水系山田川の支流を渡る。
山田川橋
- 全長：13.7m
- 幅員：14.0m
- 竣工：1997年

福島市飯野町青木字檀ノ腰に位置し、一級水系阿武隈川水系立田川支流山田川を渡る。東詰には直上流の橋梁である新広表橋を通る福島県道40号飯野三春石川線と交差する十字路がある。
逢隈橋
（福島市　阿武隈川）
松川跨道橋
- 全長：29.3m
- 幅員：16.0m
- 竣工：1976年[5]

松川町沼袋字北原、当県道終点部にて国道4号福島南バイパスを渡る、立体交差点の跨道橋部である。

## 地理

### 通過する自治体
- 伊達市
- 伊達郡川俣町
- 福島市

### 交差する道路
- 伊達市

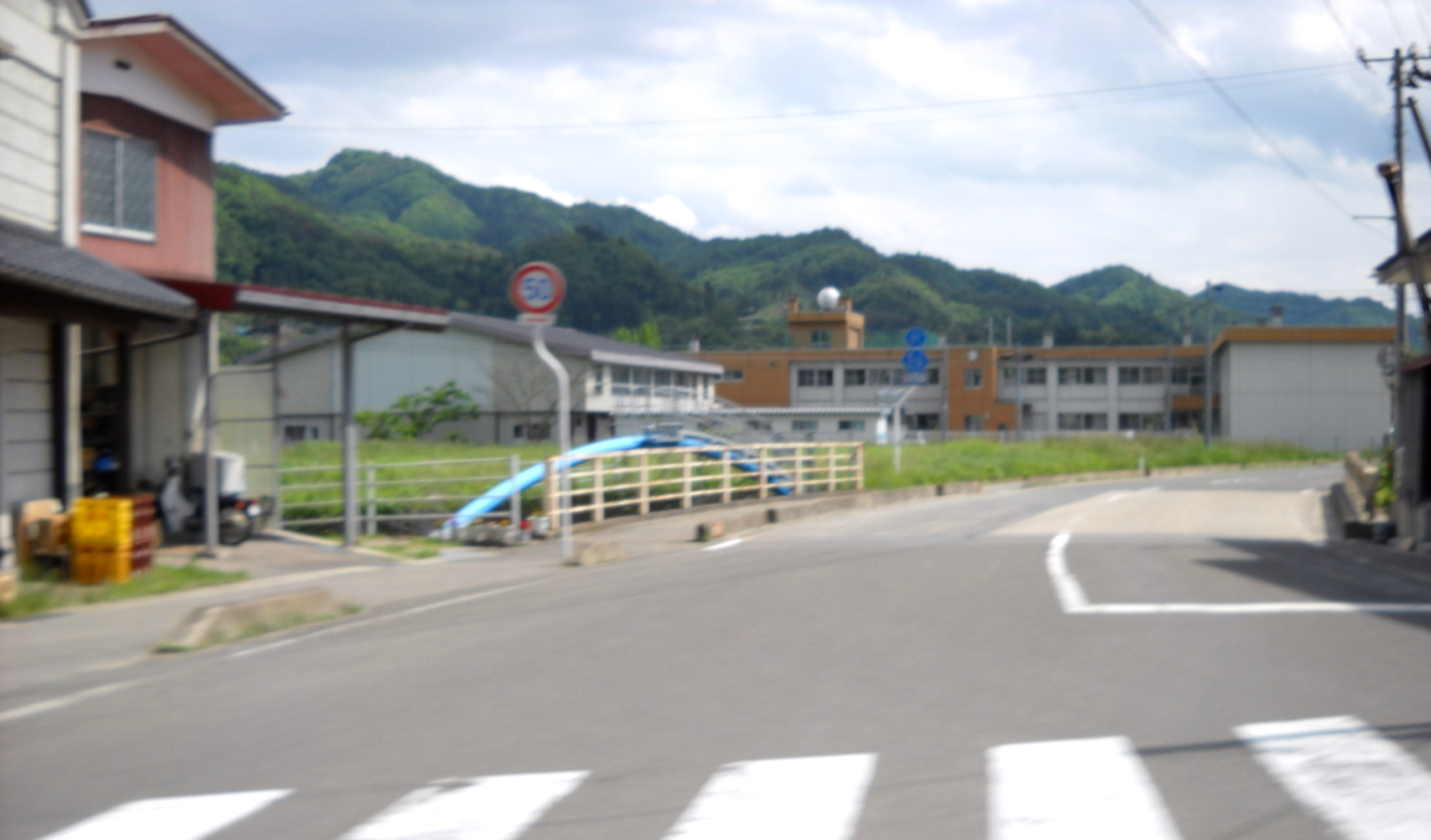
起点の様子

  - 国道115号（霊山町下小国字高屋敷 起点）
  - 福島県道318号上小国下川原線（霊山町上小国字杉ノ内）
- 川俣町
  - 国道114号（秋山字藤平） - 国道の跨道橋により直接接続しておらず、福島市飯野町青木字平で接続する市道（国道114号旧道）を介して相互接続が可能。
- 福島市
  - 福島県道40号飯野三春石川線（飯野町青木字広表）
  - 福島県道306号大沢広表線 福島市街地方面（立子山小袋内）
  - 福島県道307号福島飯野線 飯野町市街地方面（飯野町明治大黒田）
  - 福島県道307号福島飯野線（松川町沼袋字北）
  - 国道4号福島南バイパス・福島県道52号土湯温泉線（松川町沼袋字北原 終点）

### 沿線
- 伊達市立小国小学校
- 小国川
- 一貫森
- 女神川
- 福島市立青木小学校